# Verwaltungsgeschichte Kursachsens
Die Verwaltungsgeschichte des Kurfürstentums Sachsen beschreibt alle öffentlich-rechtlichen Akteure und ihre Beziehungen im Rahmen der Gestaltung und Ausformung des kursächsischen Staatswesens und die öffentliche Aufgabenentwicklung.

## Verwaltungsgeschichte

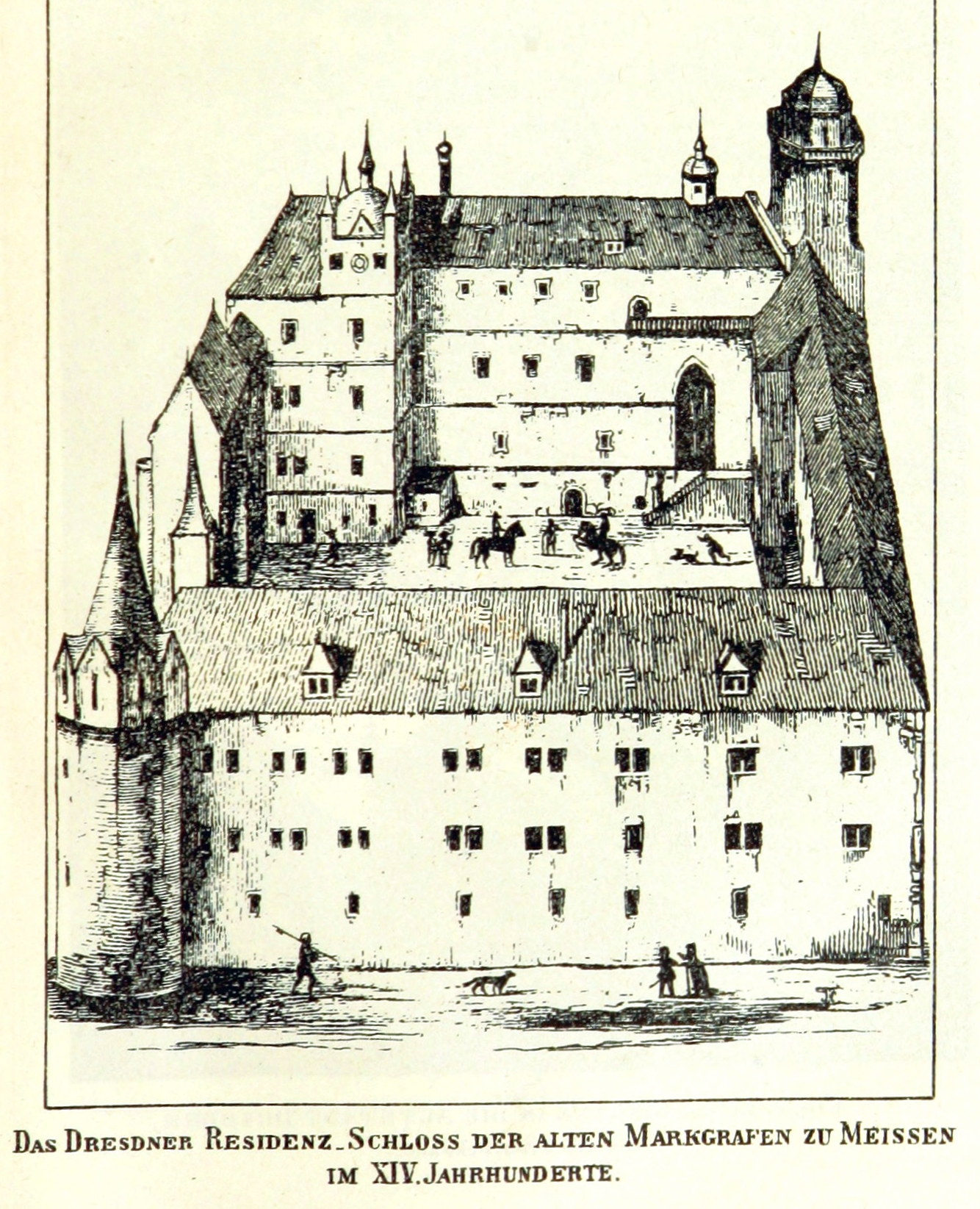
Keimzelle der kursächsischen Staatlichkeit, das Dresdner Residenzschloss im Bauzustand des 14. Jahrhunderts

Die ersten zentralstaatlichen Institutionen entstanden am sächsischen Hof. Dazu gehörten zum Beispiel die Hofkanzlei und der Hofrat. Es gab keine feste Residenz. Der Landesherr musste im Land umherreisen um die Lehnsfolge und Lehnsdienst des Adels abzusichern. Der Fürst bewohnte landesherrliche Burgen oder feste Schlösser wie das Schloss Hartenfels in Torgau, das ein früher Herrschaftsmittelpunkt wurde. Bei Bedarf rief der Fürst Männer seines Gefolges, Hofbeamte, Geistliche und ansässige Adelige in den Hofrat. Dieser bildete keinen festen Personenkreis und hatte nur Beratungsfunktionen. Die Zentralverwaltung war damit klein und passte in die vorhandenen Räumlichkeiten eines Schlosses. Einen öffentlich-rechtlichen Charakter hatten diese ersten Einrichtungen solange nicht, wie sie Teil des persönlichen Besitztums des Fürsten waren. Eine solche Trennung zwischen Privatbesitzanspruch des Landesherren und entpersonalisierten, verdinglichten staatlichem Überbau etablierte sich nach dem Mittelalter.
Als erster bedeutender Meilenstein für die Modernisierung staatlicher Herrschaftspraxis in Sachsen gilt die Einrichtung des Leipziger Oberhofgerichts 1483. Dadurch begann sich die Zentralverwaltung von der räumlichen Nähe zum Fürsten zu lösen und die Merkmale einer Behördenorganisation im engeren Sinn zu entsprechen.
1470 fand eine Finanzverwaltungsreform statt. Einen institutionellen Schub der Finanzorganisation brachte die Schaffung einer zentralen Finanzkasse, geleitet von einem Landrentmeister in 1487/1492. Kammerkasse und Zehntamt wurden damit zusammengelegt. Damit zeichnete sich allmählich eine Trennung zwischen Hof- und Staatsfinanzen ab.

### Im 16. Jahrhundert
Die sächsische Zentralverwaltung ging zu Beginn des 16. Jahrhunderts durch die Schaffung des Hofrats unter Herzog Georg zu einem Kollegialitätsprinzip und zur Aufgabenteilung über. Dies vollzog sich weitgehend unabhängig von der Person des Kurfürsten.
Die staatliche Einnahmeorganisation unterlief eine Transformation von der Domänenbewirtschaftung der Kammergüter zum Steuerstaat. Sachsen gehörte fortan zu den einkommensstärksten Territorien des Reiches. Ermöglicht hatten dies auch die vorherigen Fortschritte beim Ausbau zentraler Finanzbehörden. Auf Weisung Kurfürst Augusts entstand 1555 das Kammergemach zur Aufsicht über Rentkammer und Kammerkasse.

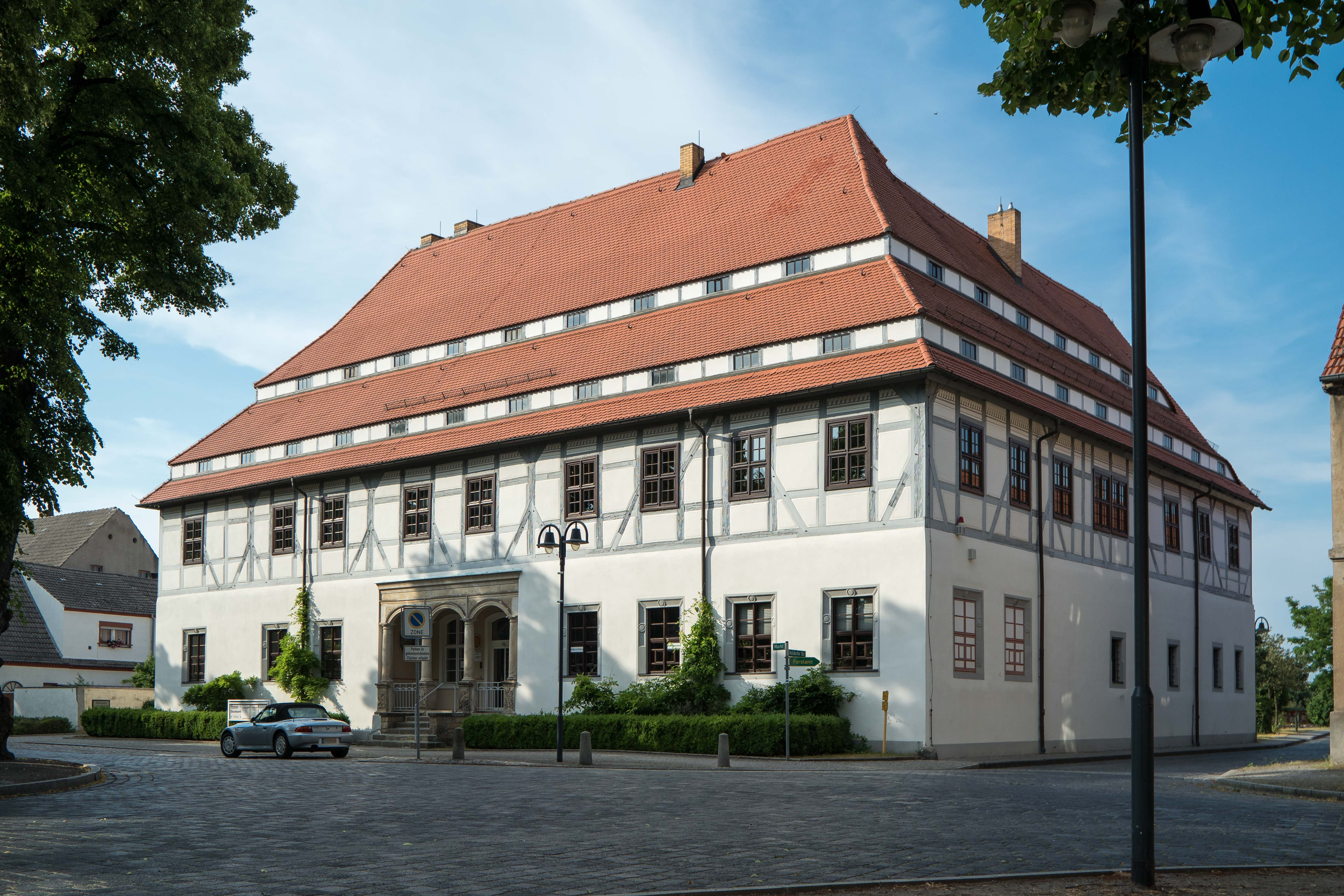
Annaburg Amtshaus, große Amtshäuser statt großer Kirchen

Herzog Moritz begann ab 1544 erste feste Bestimmungen für die Erledigung der laufenden Regierungsangelegenheiten zu treffen. 1547 folgte eine Verwaltungsreform der Zentralbehörden unter Kurfürst Moritz. Diese beschränkte sich nicht auf die Institutionalisierung fester Regierungsformen an der Spitze des Staates. Die Bildung des Hofrates als Zentralbehörde wurde flankiert durch den Aufbau neuer Regionalverwaltungen, welche die Verbindung zwischen der obersten Ebene und den Einrichtungen der kursächsischen Lokaladministration herstellen sollten.
Die Ämter bauten auf die markgräflichen Vogteien des hohen Mittelalters auf. Die einzelnen Ämter wurden als überörtliche Verwaltungsebene von einem Amtmann geführt. Der Amtmann verlor seine exekutiven Kompetenzen im 17. Jahrhundert an den Schösser. Dies waren zunächst für die Steuereinziehung zuständig. Ab dem 16. Jahrhundert erhielten sie aber auch gerichtliche Kompetenzen zugesprochen. Ihnen wurde nun adelige Grundherrschaften, landsässige Städte und geistliche Grundherrschaften untergeordnet. Das war ein wesentlicher Schritt zur Verstaatlichung des Territoriums. Im Verlauf des 16. Jahrhunderts dehnten sich die Ämter über das gesamte Territorium aus und wuchsen allmählich zu einem flächendeckenden Netz zusammen. Das Land wurde „verämtert“. Das hatte eine stärkere Zusammenfassung der staatlichen Einkünfte und Zuständigkeiten bewirkt und bedeutete auch einen wichtigen Zwischenschritt zur Überwindung der Feudalordnung auf dem Land.
Da Sachsen territorial expandiert war, wurde eine neue regionale Mittelinstanz zwischen der Zentrale und den örtlichen Organen des Staates gebildet. Zu diesem Zweck wurden 1547 zunächst fünf, später sieben Kreise gebildet. Ihnen stand ein Kreishauptmann vor. Als Mittelinstanz agierten sie zwischen den Ämtern und den sich ab dem 16. Jahrhundert herausbildenden sächsischen Zentralbehörden.
Eine 1547 erlassene Instruktion im Rahmen der Reformen Moritz bildete die Kanzlei durch die Zuordnung einer noch unbestimmten Anzahl von Räten zu einem eigenen Hofratskollegium aus. Dieses wurde ein Jahr später in den Rang einer selbständigen Zentralverwaltungsbehörde erhoben. Mit der Neuordnung von 1556 verschoben sich insbesondere die Zuständigkeiten in der Reichs- und Außenpolitik. Für Moritz war noch der Kanzler als Leiter des 1547/8 eingesetzten Hofratskollegiums erster Ansprechpartner in diesen Fragen. Nach 1556 sank die Bedeutung dieser Funktion rasch, da der Hofrat, dessen Vorsitzender der Kanzler blieb, durch die Aufgabenbeschränkung in das Zweite Glied der Landesverwaltung rückte. Zunehmende Bedeutung für die äußeren Beziehungen erlangten die Kammerräte. Im August 1563 begannen sich die Finanzaufgabenverwaltung von der Reichs- und Außenpolitik institutionell stärker zu trennen.
Die Anforderungen und Aufgaben wurden komplexer. Dies erforderte neue Strukturen, die mit der Ausgründung des Geheimen Rats 1574 und der „Landesregierung“ aus dem Hofrat vollzog.
Die Landesregierung wurde mehr als ein bloßes Justizorgan, auch wenn die Rechtsprechung deutlich im Mittelpunkt der Behörde stand. Die Landesregierung war die erste Instanz für den schriftsässigen Adel und war Appellationsinstanz gegenüber Urteilen der Hofgerichte, Konsistorien und örtlichen Gerichte. In Zivilsachsen stand die Landesregierung daher in Konkurrenz zum Oberhofgericht Leipzig und den Hofgericht Wittenberg. Neben den Befugnisses der Judikative wie Verhöre, Supplikationen, Urteile, Applikationen fungierte die Landesregierung als zentrales Justiz- und Verwaltungsgremium. Dazu zählten die Aufgabenbereiche Landesfriedenssicherung, Lehnfragen, Rats- und Statutenbestätigungen. Sie übernahm auch die höchstrichterliche Funktion des Landesherren. Der Landesregierung stand ein Kanzler vor. Für die Landesregierung wurde ein Kreis adeliger und bürgerlicher Hof- und Justitienräte tätig. Es ging vor allem um Schlichtungsverfahren. Weitergehende Streitfälle ohne Schlichtungserfolg gingen an das seit 1559 bestehende Dresdner Appellationsgericht. Diese Behörde ging aus der Landesregierung hervor und verselbständigte sich in einem langen Prozess. Zu den Schwächen der Kursächsischen Gerichtsverfassung gehörte eine schleppende Erledigung der Klagen als auch langwierige Prozesse.
Für die unmittelbaren kurfürstlichen Belange wurde eine kurfürstliche Kammer mit einem Kammersekretär eingerichtet. Sie stand über dem Kanzler und den Hofräten. Es entstand eine Bergverwaltung mit dem Bergmeister, dem Oberbergamt in Freiberg und den Bergämtern im Gebirge.

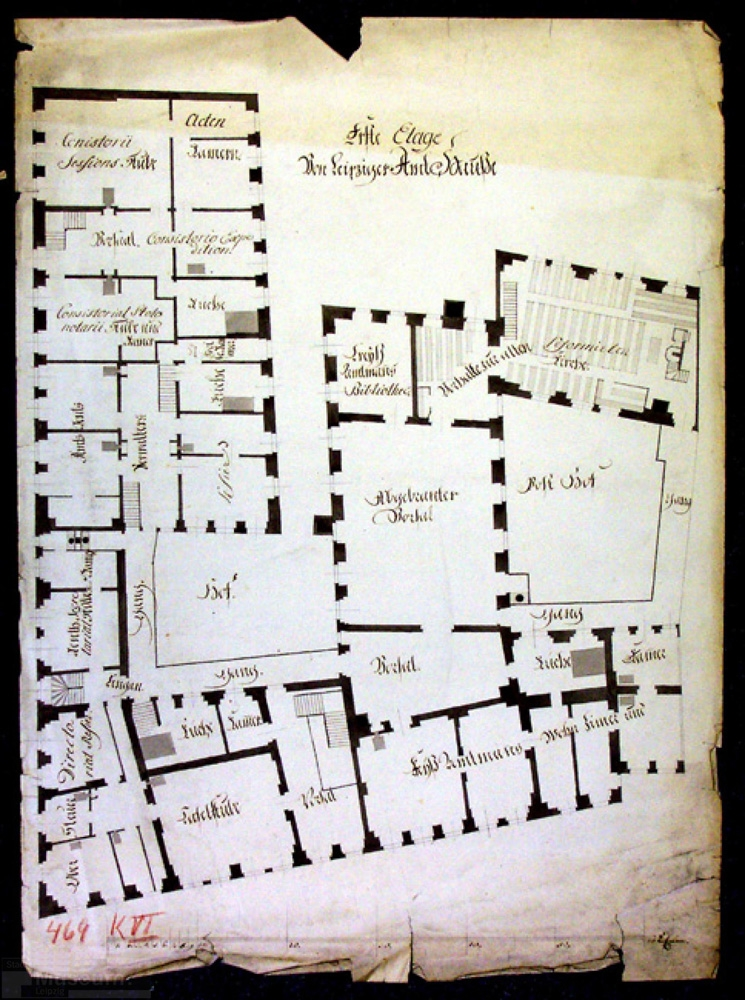
Grundriss des Amtshauses in Leipzig. Die Räume links oben dienten dem Konsistorium Leipzig.

1570 folgte die Gründung des Obersteuerkollegiums als ständische Kontrollinstanz über die fürstlichen Steuereinnahmen. Besetzt war dieses Gremium mit vier ständischen und vier landesherrlichen Mitgliedern. Der landesherrliche Einfluss auf dieses Gremium blieb aber noch erhalten und es blieb bis in das 17. Jahrhundert hinein nur eingeschränkt selbständig. Damit war im Wesentlichen die ständische Finanzverwaltung ausgeformt. 1572 traten die Kursächsischen Konstitutionen in Kraft.
Die für die neugegründeten Behörden benötigten Beamten wurden an den drei Fürstenschulen Meißen, Pforta und Grimma auf den Landesdienst vorbereitet und an den beiden Landesuniversitäten in Leipzig und Wittenberg ausgebildet. Darunter waren vor allem Juristen.
Die Gesetzgebung entwickelte sich seit dieser Zeit endgültig zum bestimmenden Instrument der Staatsformung. Die Zahl der Mandate, Reskripte, Ordnungen für einzelne Ressorts wuchs im 16. Jahrhundert sprunghaft an. Dazu gehörten beispielsweise die Bergordnungen von 1554, 1571, 1575 oder die Münzordnung von 1558.
Die Ergebnisse der Reformation brachten die Säkularisation der Kirchengüter und die Eliminierung des geistlichen Stands im sächsischen Ständewesen. Die Entstehung des landesherrlichen Kirchenregiments erforderte die Schaffung neuer Landesbehörden, die als Ersatz für die aufgelösten bischöflichen Jurisdiktionsorgane der katholischen Kirche dienten. Mit der Organisation der lutherischen Landeskirche, die in den Kirchenordnungen ihren Niederschlag fanden, wurden die Kompetenzen der neuen Behörden festgelegt. 1545 war bereits das Konsistorium Meißen gegründet worden. 1580 wurde das Oberkonsistorium mit Sitz in Dresden errichtet. Dieses übernahm die Aufgaben des Konsistoriums Meißen und wurde übergeordnete Behörde für die weiteren Konsistorien Wittenberg und Leipzig sowie das Konsistorium Wurzen des Hochstifts Meißen. Die innenpolitischen Konflikte im Zuge der Zweiten Reformation bewirkten, das Kurfürst Christian I. es 1588 wieder aufhob und das Konsistorium Meißen wieder errichtete. Da sich das Fehlen einer kirchlichen Zentralinstanz negativ bemerkbar machte, setzte Kurfürst Christian II. für die Kirchen- und Schulangelegenheiten 1602 den Geistlichen Rat oder auch Kirchenrat ein. Am 26. Dezember 1606 folgte die erneute Verlegung des Konsistoriums Meißen nach Dresden und Wiedererrichtung des Oberkonsistoriums. Außerdem wurde das Oberkonsistorium mit dem Kirchenrat vereinigt. Die Zuständigkeit des Oberkonsistoriums umfasste Eheangelegenheiten, die kirchliche Lehre, die Bestellung der Kirchendiener, die Stipendiaten-Inspektion, die Fürstenschulen, die Universitäten Wittenberg und Leipzig sowie die Anordnung von Kirchenvisitationen zur Überprüfung der Umsetzung der reformatorischen Lehre. Auch Zensurangelegenheiten gehörten zum Aufgabenspektrum.
Typisch für Sachsen war eine weitgehende innere Selbstverwaltung durch Rat und Bürgerschaft auf der kommunalen örtlichen Verwaltungsebene.
Allerdings wurden im Zeitalter des Absolutismus in Sachsen auch die Städte in die Strukturen staatlicher Verwaltung mit einbezogen.
Die Ratsherrschaft hatte sich gegen die Zugriffsversuche staatlicher Verwaltung, die in einigen Fällen ungeniert in die städtischen Verwaltung eingriffen, zu behaupten. Die kursächsische Kommunalverwaltung war frühzeitig differenziert und hatte ein hohes Maß an Schriftlichkeit aufzuweisen.

### Im 17. Jahrhundert
Das Nebeneinander von fürstlichen und ständischen Elementen erschwerte eine Vereinigung verschiedener Verwaltungszweige, daher gab es sechs getrennte Landeskollegien. Dies traf im besonderen Maß auf die beiden Lausitzen zu, die 1635 zum Kurfürstentum Sachsen kamen. Gesetze mussten separat für die Lausitzen erlassen werden. Die Oberlausitzer Landstände und die Landeshauptleute behielten weitgehend ihre Eigenständigkeit und ihre althergebrachten Kompetenzen bei.
Der Landesherr hatte sowohl auf den Landtagen wie in den zentralen Landeskollegien sehr auf die Forderungen und den Einfluss der adligen Landstände zu achten. So war beispielsweise der Wiederaufbau des Landes nach dem Dreißigjährigen Krieg im Wesentlichen von der Behandlung der Landtagsgravamina ausgegangen, d. h. vor allem der Beschwerden des Adels.
Seit Beginn des 17. Jahrhunderts ließ sich darüber hinaus eine institutionelle und personelle Verfestigung des obersten Landeskollegiums beobachten: 1601 wurde der Geheime Rat mit einem Präsidenten bzw. Direktor versehen; die Auswahl seiner Mitglieder beschränkte sich fortan auf den Adel oder auf bürgerliche Inhaber von Rittergütern. Den Landständen war damit der Einfluss zurückgewonnen, der 1589 verloren gegangen schien. Die Rückkehr in die Spitzenpositionen der kurfürstlichen Verwaltung markierte zugleich den Beginn einer neuen Phase ständischen Machtzuwachses. Diese Entwicklung Sachsens fiel deutlicher aus als in anderen Territorien des Reichs.
Das Geheime Konsilium entwickelte sich zum höchsten Landeskollegium unter dem Vorsitz des Kurfürsten und war den anderen Zentralbehörden übergeordnet. Es wahrte bis ins 19. Jahrhundert den Rang des höchsten Landeskollegiums. Im Konsilium besaß der Adel eine dominierende Position.
Nach der Niederschlagung der Krell-Affäre von Nikolaus Krell entwickelte sich der Geheime Rat zum entscheidenden Regierungsgremium. Das Geheime Kammerkollegium verwaltete nun die Finanzen. Die Landesregierung wandte sich sukzessive dem Justiz- und Polizeywesen zu. Die alte behördliche „Landesregierung“ übte trotzdem weiter ihre Befugnisse aus. Noch im 17. und 18. Jahrhundert erfüllte sie wichtige Aufgaben im Gesetzgebungsbereich, im Bereich der Rechtsbestätigung, sowie bei der Rechtsaufsicht über alle Gerichte und Obrigkeiten ihres Zuständigkeitsbereichs. Die sächsischen Zentralbehörden kommunizierten meist effektiv mit den Behörden vor Ort.
Regierung und Verwaltung waren im 17. Jahrhundert bereits ausdifferenziert und lösten sich zunehmend vom sächsischen Hofstaat. Vor allem in der Fläche zeichnete sich der sächsische Staatsbildungsprozess durch eine weitere Differenzierung und territoriale Durchdringung in dieser Zeit aus. Dies traf teilweise auch für die Lausitzen zu.
Bis in den Dreißigjährigen Krieg hinein wurden alle militärischen Angelegenheiten vom Geheimen Rat bearbeitet. Die Aufstellung von Militärformationen aufgrund der Landesdefension von 1613 brachte neue Verwaltungsaufgaben mit sich. 1634 wurde die Geheime Kriegskanzlei als eigenständige Behörde errichtet und dem Geheimen Rat unterstellt. Sie sorgte für die Bezahlung und Versorgung der Truppen, für Musterungen, Märsche und Mobilisierung. Nach der Schaffung des stehenden Heeres 1682 durch Kurfürst Johann Georg III. wurde 1684 das Geheime Kriegsratskollegium gebildet, dem die Geheime Kriegskanzlei und das Generalkriegszahlamt unterstellt wurden.
Im Oktober 1694 ließ August II. eine landesweite statistische Erfassung aller Amtsregalien, Einkünfte und Nutzungen nach einem einheitlichen Schema durchführen.
Da der Kurfürst als polnischer König häufiger in Warschau aufhielt, übertrug er die Amtsgeschäft bei Abwesenheit einem Statthalter. Gleichzeitig errichtete er das Generalrevisionskollegium, das unter der Leitung des Statthalters stand und die Missstände als auch Korruption im Steuerwesen untersuchen sollte.

### Im 18. Jahrhundert
Der zu dieser Zeit modern wirkende Absolutismus erforderte Neuerungen im Verwaltungsaufbau. Für die Durchsetzung des Willens des Landesherren wurde ein umfassenderes Behördensystem und Beamtenapparat benötigt. August wollte entsprechend seinem absolutistischen Machtbewusstsein finanziell unabhängig von den Ständen agieren, da diesen die Bewilligung direkter Steuern zustand, weshalb er sich um die Einführung indirekter verbrauchsorientierter Steuern bemühte. 1703 folgte die Schaffung der Generalkonsumtionsakzise (samt oberster Steuerbehörde: das Generalakzisekollegium). Diese unterstand nun nicht mehr den Ständen, sondern allein dem Landesherren. Zur Rechnungsprüfung und Ordnung der Staatsfinanzen wurde 1707 eine Oberrechenkammer gegründet. Sie war die erste verwaltungsunabhängige Rechnungsprüfungsbehörde im deutschen Raum. Der Kurfürst sah sich zu diesen Schritt gezwungen, da die Rechnungsprüfung der bisherigen fünf Hauptkassen der Oberbehörden unzureichend waren. Das neue Kollegium erhielt umfassende Kompetenzen. Neben der Rechnungsprüfung sollte die Behörde auch die Mittelverwendung überprüfen. In der Folge setzte ein Kampf der Verwaltung gegen die Kontrolle ein. Die Vorstellungen der Oberrechenkammer beim Kurfürsten blieben ohne Effekt und bis 1726 hatte sie keine einzige der Rechnungen zu einem richtigen Abschluss gebracht. Es folgte das Oberrechnungskollegium als zentrale Revisionsbehörde aller landesherrlichen Kassen.
Als neues oberstes Regierungsorgan richtete August der Starke 1706 das Geheime Kabinett mit drei Kabinettsministern ein. Ihm unterstanden die Auswärtigen Angelegenheiten, Inneres und das Militär. Diese Behörde blieb nur dem Kurfürsten zugeordnet. Das passierte, da sich der Geheime Rat zu einem adeligen Bollwerk gegen den Fürstlichen Absolutismus entwickelt hatte. Der Geheime Rat (auch Geheimes Konsilium) verlor aber nicht seine grundsätzliche Bedeutung. Stattdessen konnte sich das Geheime Kabinett niemals in den Staatsgeschäften richtig etablieren. Der Versuch des Aufbaus eines absolutistischen Überbaus war damit begrenzt geblieben.
Mit der 1703 gegründeten Kommerziendeputation als zentrale Lendesbhörde für das Manufaktur- und Handelswesen, dem 1706 gebildeten Generalkriegsgericht und 1718 mit dem Oberlandbauamt entstanden weitere wichtige Verwaltungsbehörden für zentrale staatliche Aufgabenfelder. Diese Neuerungen wirkten sich positive auf die weitere Formung des sächsischen Staatswesens aus.
Die real existierende absolutistische Regierungsweise des Landesherren setzte nicht auf eine funktionierende institutionelle Basis auf. Die ständestaatlichen Strukturen blieben im Kursächsischen Staatsaufbau bis auf die Ära Brühl stets vordergründig existent.
Die Tiefenwirkung der sächsischen Rechnungskontrolle blieb bis in die 1730er Jahre begrenzt. Die Verwaltung setzte sich schließlich im Kampf gegen die Oberrechenkammer durch und errichtete 1734 schließlich die Oberrechnungsdeputation. Deren Direktor wurde Brühl. Die Rechnungskontrolle hatte damit in Sachsen ihre institutionelle Unabhängigkeit verloren. Revisionsverfahren verliefen auch danach äußerst schleppend, auch weil diese Behörde keine materielle Prüfungskompetenz besaß.
Die noch unter Friedrich August II. berufenen Kommissionen zur Beförderung des Landesbesten (1760), zur Reorganisation des Münzwesens sowie die Restaurierungskommission wollten aus den abgewirtschafteten absolutistischen Verhältnissen in Kursachsen eine aufgeklärte Monarchie mit der Unterordnung des Landesherren unter die Staatsidee verwirklichen. Die Hauptziele der Staatsreform in Kursachsen, 1762–1763 waren, die noch allzu traditionsgebundenen, vielfach komplizierten kursächsischen Behörden den Interessen des wirtschaftlich aufstrebenden Bürgertums dienstbar zu machen.
Die Kompetenzen der Kreis- und Amtshauptleute wurden 1764 erweitert. Sie waren nun neben der generellen Überwachung des Steuer-, Justiz-, Polizei-, Kommerzial- und Manufakturwesens auch für die Aufsicht über die verpachteten Ämter zuständig.

## Tätigkeitsschwerpunkte der kursächsischen Verwaltung
Die meisten der nach und nach aufgenommenen Tätigkeiten setzten bei null Ausgangserfahrungen an. Es waren generelle Neuerungen menschlichen Zusammenwirkens, die von der Verwaltung, basierend auf der Schriftgutkultur und Vorgangsbearbeitungsmethodik verbreitet und vertieft wurden.
Statt mittelalterlicher Hasardeure und Berufskrieger im Gefolge des Fürsten übernahmen nach und nach zivile Gelehrte und Akademiker das Zentrum staatlichen Handelns. Mit der Selektion und Ausrichtung des Staatszentrums weg vom Idealbild des „stärksten Kriegers“, Schutz, Verteidigung und Expansion auf eher intellektuelle, bürokratische, sachlich orientierte Persönlichkeitstypen wandelte sich auch der Charakter des Staatswesens, dessen Rekrutierungspraxis und mittelbar auch die Anpassung der gesamtgesellschaftlichen Wertesysteme. Das Konzept basierte auf den Leviathan. Der rohe Naturzustand wurde mit eiserner Hand des Fürsten überwunden. Dafür hatte dieser ein Mandat und Legitimation.
Wissenstätigkeiten:
Der Wissensbedarf des größer gewordenen Systemapparats stieg an. Es begann die Zeit der Staatsvermessungen. Wissen über Land und Leute wurde gesammelt. Es wurde als neue organisierte Sozialhandlungen registriert, vermessen, taxiert, protokolliert, archiviert, recherchiert, ausgebildet und gelehrt.
- Verzeichnisse und Kataster führen

Ordnungstätigkeiten:
- Beurkundungen erstellen
- Lehnsbriefe erstellen
- Verbote aussprechen
- Erlaubnisse erteilen
- Auskünfte erteilen
- Visitationen und Kontrollen durchführen
- Aufsicht

Finanzierungs-, Kassen- und haushälterische Tätigkeiten
- Bilanzierungen
- Finanzplanungen
- Rechnungen stellen
- Kalkulationen erstellen
- Auszahlungen
- Kassenbücher führen
- Rechnungsstellung
- Belege erstellen
- Prüfungen durchführen

Rechtliche Tätigkeiten
- Fallprüfungen
- Konsultationen
- Verhandlungsführung
- Rechtsprechung
- gutachterliche Tätigkeiten
- Gesetzeserarbeitung

Querschnittstätigkeiten
- Veranstaltungsorganisation
- Konferenzen organisieren
- Postbearbeitung
- Registratur

## Öffentliches Aufgabenportfolio
Das Aufgabenportfolio der sächsischen Landesherrschaft durchlief einer mehrfachen Transformation im Zeitverlauf von 1356 bis 1806.
Insgesamt ist eine deutliche Erweiterung des Aufgabenspektrums festzustellen, die mit dem Aufbau eines spezialisierten Personalkörpers und festen institutionellen Einrichtungen einhergingen. Die Bedürfnisse des Staats bestimmten die Aufgabenentwicklung. Zur Aufrechterhaltung eines Staatsapparats wurden Finanzen benötigt. Daher stand die Errichtung einer staatlichen Finanzorganisation im Hauptaugenmerk der Verantwortlichen. Schriftführung erforderte die Unterhaltung von Archiven. Ausgaben mussten kontrolliert werden, wodurch sich ein Prüfwesen etablierte. Neben diesen Zentraldiensten ging es den Landesherren vor allem um die Kontrolle der Gewalt, wofür entsprechende innere Strukturen und Behörden geschaffen wurden. Dazu gehörten flächengreifende Bezirke und eine Rechtsprechung als auch Heereskräfte.
Erst nach diesen tragenden Säulen wuchsen langsam weitere Aufgabenbereiche, wozu Infrastruktur, Verkehrssysteme oder das Kirchenregiment gehörten.
Das Aufgabenspektrum landesherrlicher Tätigkeit umfasste:
- Friedenssicherung im Territorium, Polizeywesen
- Heeresverwaltung seit 1682, Defensionswesen, Fortifikationswesen, Grenzschutz
- Durchsetzung des Gewaltmonopols
- Vereinheitlichung und Zentralisierung der Rechtsprechung
- Domänengüterverwaltung
- Unterhaltung des kurfürstlichen Hofstaats einschließlich Immobilienbewirtschaftung
- Steuererhebung
- Rechnungsprüfung
- Archivierung
- Währungsregulierung, Münzprägung
- Gewerberegulierung, einschließlich Montanwesen
- Raumerschließung und Ausbau von Infrastruktur (Brückenbau, Wegebau, Landesvermessung, Wegeführungssysteme)
- Ausbau des Postsystems
- Ausbau des Gesandtschaftswesen, Außenbeziehungen
- Zivilisationsförderung, Repräsentation
- Sozialdisziplinierung, Erhaltung des sozialen Friedens, Interessenausgleich
- Ausbau des Bildungssystems und primitive soziale Einrichtungen
- Zensur
- Landeskirchenregiment.

Darüber hinaus sorgten die Landesstrukturen für die Vertretung der sächsischen Interessen in den Reichsinstitutionen. Die Handelsinteressen der vornehmlich Leipziger Kaufleute wurde auf staatlicher Ebene vertreten.

### Bergämter
Aufsicht über den Erzbergbau, Bergwerksbetrieb, Gnadengroschenkasse, Planung und Inbetriebnahme, Revisionen und Inspektionen, Übertägige Anlagen, Grundstücksangelegenheiten, Kuxangelegenheiten, Kommunbergbau, Land- und Tranksteuerverbau, Eigenlehnerbergbau, Haldenverbühnung alter Schächte, Bergschäden
Brandschutzmaßnahmen, Brandkataster und -versicherung, Aufbereitung und Absatz, Veredlung und Erzeugung, Probierverfahren, Aufbereitungsversuche, Bezahlung und Lieferung der Bergwerkserzeugnisse an die Hütten, Verkauf von Berg- und Hüttenprodukten

### Aufgaben der Ämter
Die örtlichen als auch überörtlichen Verwaltungsstrukturen (Stadträte und Ämter) besaßen ebenso eigene Aufgabenbereiche.
Die Ämter übten vier Funktionen aus:
- Einnahme landesherrlicher Steuern,
- Verwaltung der landesherrlichen Grundherrschaft (inklusive Polizei),
- Ausübung der oberen und niederen Gerichtsbarkeit
- Stellung eines Soldatenkontingents im Kriegsfall.

Durch die Einrichtung des stehenden Heeres 1682 entfiel die letztgenannte Aufgabe. Diese Aufgaben änderten sich bis zum Ende der Ämterverfassung kaum.

### Aufgaben der Kreisverwaltungen
Der Zuständigkeitsbereich der Kreisstände galt für das jeweilige Kreisterritorium. Den Ständen des Kreises oblag die Durchführung der kreisständischen Wahlen, das Kassen- und Rechnungswesen, Militärangelegenheiten und die Durchführung von Angelegenheiten auf Weisung des Landesherren.

### Staatsfinanzen
Für die Finanzierung dieser Aufgaben standen bei Ausgang des Mittelalters Ende des 14. Jahrhunderts Regalieneinnahmen und Dominialeinkünfte der Landesherrschaften auf dem sächsischen Territorium zur Verfügung. Diese reichten nicht für eine Erweiterung der Ausgabenpositionen aus.
Da die Geldmittel der Landesherrschaft für das genannte Aufgabenportfolio nicht ausreichten, wurden Geldmittel geborgt. Die Gläubiger rekrutierten sich größtenteils aus den sächsischen Landschaften der Landstände. Zur Verzinsung der Kapitalien mussten Steuern erhoben werden.
Der Schuldendienst war insbesondere im 18. Jahrhundert eine Daueraufgabe der Verwaltung. Dazu gehörten Refinanzierungen und Zinstilgungen.

### Archivierung
Nach 1547 entstanden im albertinischen Kursachsen schrittweise große zentrale Behördenarchive. Darunter das von Johann Friedrich Reinhardt 1702 neu konstituierte Archiv des Geheimes Rats, auch Geheimes Archiv genannt, das „Geheime Kabinettsarchiv“ (1708, 1738), das Kammerarchiv und das Archiv der Landesregierung.

### Landeskirche, Schulwesen
Zu den Aufgaben gehörten:
Buchdruckereien, Bücherzensur, Universität Leipzig, Visitationen, Konfirmationen über Fundationen, Rezesse, Vergleiche und Bestallungen, Kirchen- und Schulangelegenheiten einzelner Orte, Kirchen- und Schulangelegenheiten der Konsistorien Wittenberg und Leipzig, Geistliche Angelegenheiten der Grafschaft Mansfeld, Landesschule Pforta, Klosterschule Roßleben, Klosterschule Donndorf, Waisenhaus Langendorf, allgemeiner Kirchenbau.

### Militärökonomie

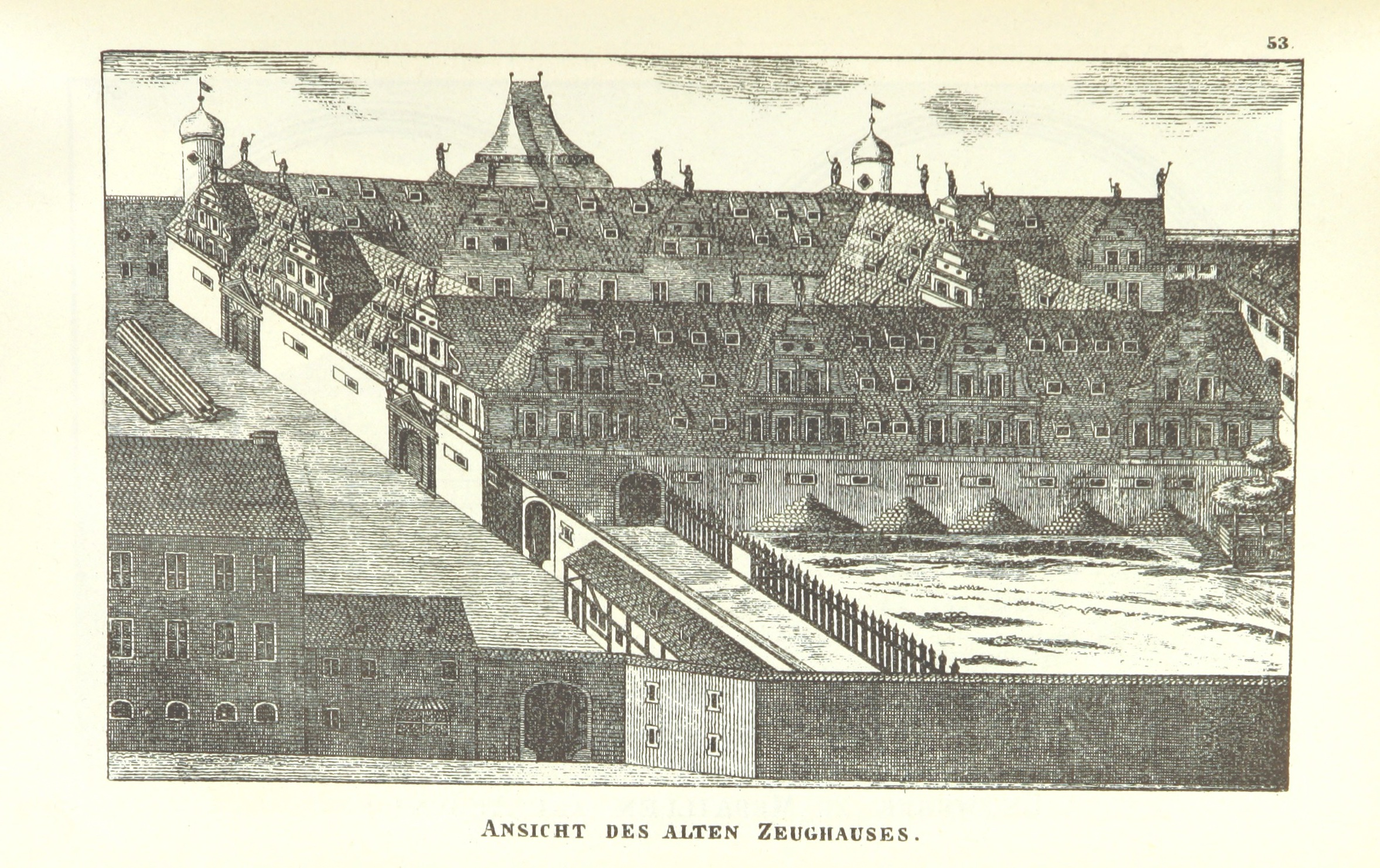
Ansicht des alten Zeughauses in Dresden, Kupferstich 1679

Zuständigkeitsbereich des Kriegsratskollegiums: Bewaffnung, Ausrüstung, Verpflegung, Einquartierung, Musterung. Die Truppenführung und Kommandogewalt lag dagegen bei den Inhabern des Feldmarschallamts.
Feldkriegskasse, Feldoberproviantamt, Feldproviantamt, Festungskommandantur Königstein, Festungskommandantur Pleißenburg, Festungskommandantur Sonnenstein, Festungskommandantur Stolpen, Festungskommandantur Wittenberg, Geheime Finanzkanzlei, Generalinspektion der Infanterie, Generalinspektion der Kavallerie, Generalkriegskasse, Generalkriegszahlamt, Gouvernement Dresden, Gouvernement Leipzig, Gouvernement Wittenberg, Hauptzeughaus, Kreiskommissariat des Erzgebirgischen Kreises, Kreiskommissariat des Kurkreises, Kreiskommissariat des Leipziger Kreises, Kreiskommissariat des Meißner Kreises, Kreiskommissariat des Merseburger Kreises, Kreiskommissariat des Neustädter Kreises, Kreiskommissariat des Niederlausitzer Kreises, Kreiskommissariat des Oberlausitzer Kreises, Kreiskommissariat des Querfurter Kreises, Kreiskommissariat des Thüringer Kreises, Kreiskommissariat des Vogtländischen Kreises, Magazin Dresden, Magazin Freiberg, Militäroberbauamt, Militärplankammer, Nebenartilleriedepot Königstein, Oberproviantamt

## Immobiliengeschichte

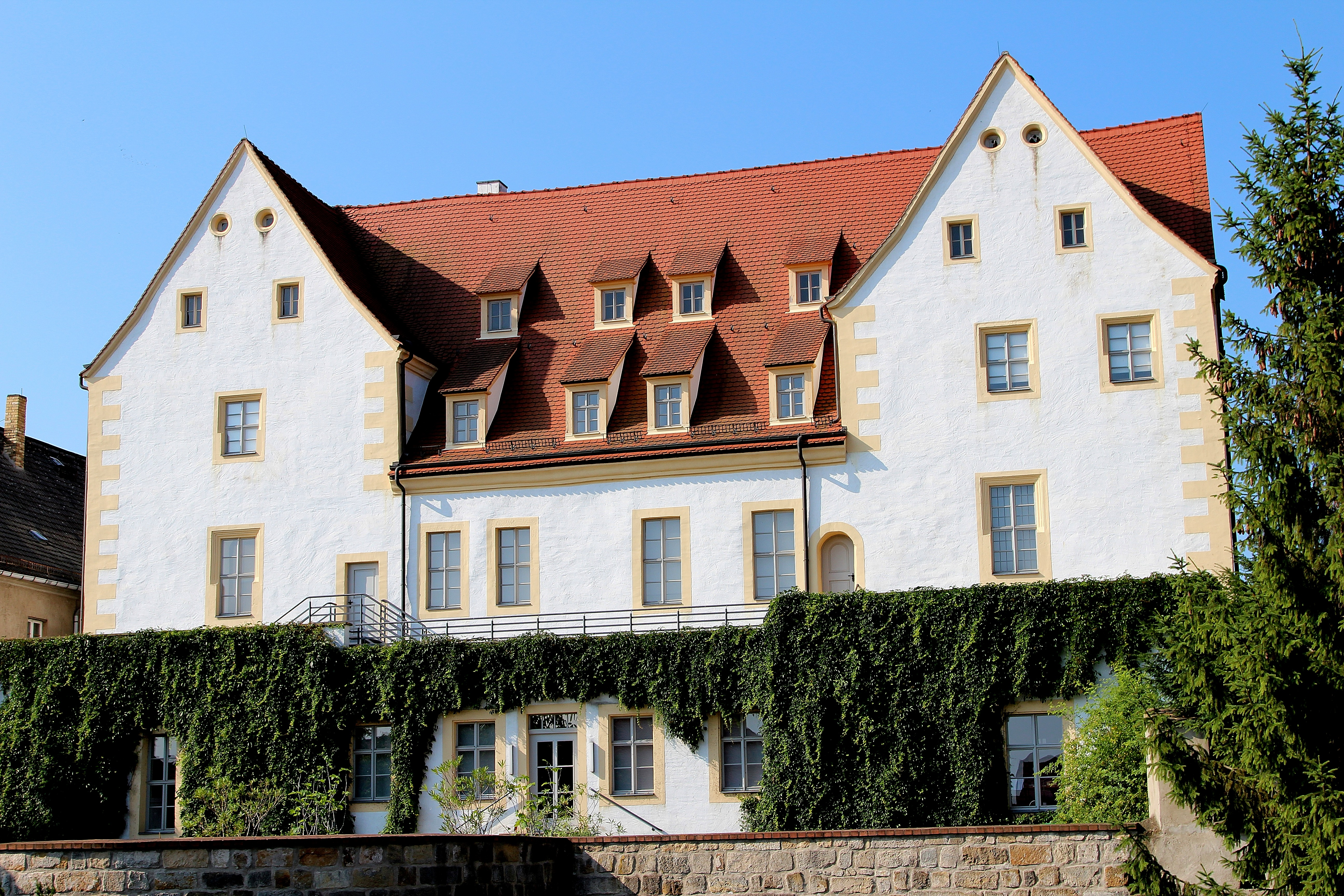
Kurfürstliches Kanzleihaus Torgau

Anfangs waren die wenigen Verwaltungsinstitutionen in den Räumlichkeiten der Residenzen des Landesherren untergebracht. Behördentätigkeit erzeugt aber Akten. Die Verwaltung war unbeweglich und konnte sich räumlich nicht wegbewegen wie der Fürst im Rahmen seiner Reiseherrschaft. Die Räumlichkeiten für die Archive reichten bald nicht mehr aus. Mit steigender Zahl der Behörden wurde der Neubau von Kanzleihäusern notwendig. In den 1530er Jahren wurde im Schloss Hartenfels und 1562 im Dresdner Residenzschloss (Kanzleihaus Dresden) je ein Kanzleihaus errichtet.

## Staats- und Verwaltungsaufbau des Kurfürstentums Sachsen seit 1718
|                        |                        |                        |                        |                        |                        |  |  |                       |                       |                       |                       |                       |                       |  |  |                          |                          |                          |                          |                          |                          | KURFÜRST                                                 |                                                          |                                                          |                                                          |                                                          |                                                          |                                              |                                              |                             |                             |                                      |                                      |                                      |                                      |                                      |                                      |  |  |                            |                            |                            |                            |                            |                            |                                                                   |                                                                   |                                                                   |                                                                   |                                                                   |                                                                   |                           |                           |  |  |                                          |                                          |                                          |                                          |                                          |                                          |  |  |  |  |  |  |  |  |  |  |  |  |  |  |  |  |  |  |  |  |  |  |  |  |  |  |  |  |  |  |  |  |  |  |  |  |  |  |  |  |  |  |  |  |  |  |  |  |
|                        |                        |                        |                        |                        |                        |  |  |                       |                       |                       |                       |                       |                       |  |  |                          |                          |                          |                          |                          |                          |                                                          |                                                          |                                                          |                                                          |                                                          |                                                          |                                              |                                              |                             |                             |                                      |                                      |                                      |                                      |                                      |                                      |  |  |                            |                            |                            |                            |                            |                            |                                                                   |                                                                   |                                                                   |                                                                   |                                                                   |                                                                   |                           |                           |  |  |                                          |                                          |                                          |                                          |                                          |                                          |  |  |  |  |  |  |  |  |  |  |  |  |  |  |  |  |  |  |  |  |  |  |  |  |  |  |  |  |  |  |  |  |  |  |  |  |  |  |  |  |  |  |  |  |  |  |  |  |
|                        |                        |                        |                        |                        |                        |  |  |                       |                       |                       |                       |                       |                       |  |  |                          |                          |                          |                          |                          |                          |                                                          |                                                          |                                                          |                                                          |                                                          |                                                          |                                              |                                              |                             |                             |                                      |                                      |                                      |                                      |                                      |                                      |  |  |                            |                            |                            |                            |                            |                            |                                                                   |                                                                   |                                                                   |                                                                   |                                                                   |                                                                   |                           |                           |  |  |                                          |                                          |                                          |                                          |                                          |                                          |  |  |  |  |  |  |  |  |  |  |  |  |  |  |  |  |  |  |  |  |  |  |  |  |  |  |  |  |  |  |  |  |  |  |  |  |  |  |  |  |  |  |  |  |  |  |  |  |
| Oberrechnungskollegium | Oberrechnungskollegium | Oberrechnungskollegium | Oberrechnungskollegium | Oberrechnungskollegium | Oberrechnungskollegium |  |  |                       |                       |                       |                       |                       |                       |  |  |                          |                          |                          |                          |                          |                          | Geheimes Kabinett (1704/06) Dep. Inneres/Äußeres/Militär | Geheimes Kabinett (1704/06) Dep. Inneres/Äußeres/Militär | Geheimes Kabinett (1704/06) Dep. Inneres/Äußeres/Militär | Geheimes Kabinett (1704/06) Dep. Inneres/Äußeres/Militär | Geheimes Kabinett (1704/06) Dep. Inneres/Äußeres/Militär | Geheimes Kabinett (1704/06) Dep. Inneres/Äußeres/Militär |                                              |                                              |                             |                             |                                      |                                      |                                      |                                      |                                      |                                      |  |  |                            |                            |                            |                            |                            |                            |                                                                   |                                                                   | Generalrevisionskollegium                                         | Generalrevisionskollegium                                         | Generalrevisionskollegium                                         | Generalrevisionskollegium                                         | Generalrevisionskollegium | Generalrevisionskollegium |  |  |                                          |                                          |                                          |                                          |                                          |                                          |  |  |  |  |  |  |  |  |  |  |  |  |  |  |  |  |  |  |  |  |  |  |  |  |  |  |  |  |  |  |  |  |  |  |  |  |  |  |  |  |  |  |  |  |  |  |  |  |
| Oberrechnungskollegium | Oberrechnungskollegium | Oberrechnungskollegium | Oberrechnungskollegium | Oberrechnungskollegium | Oberrechnungskollegium |  |  |                       |                       |                       |                       |                       |                       |  |  |                          |                          |                          |                          |                          |                          | Geheimes Kabinett (1704/06) Dep. Inneres/Äußeres/Militär | Geheimes Kabinett (1704/06) Dep. Inneres/Äußeres/Militär | Geheimes Kabinett (1704/06) Dep. Inneres/Äußeres/Militär | Geheimes Kabinett (1704/06) Dep. Inneres/Äußeres/Militär | Geheimes Kabinett (1704/06) Dep. Inneres/Äußeres/Militär | Geheimes Kabinett (1704/06) Dep. Inneres/Äußeres/Militär |                                              |                                              |                             |                             |                                      |                                      |                                      |                                      |                                      |                                      |  |  |                            |                            |                            |                            |                            |                            |                                                                   |                                                                   | Generalrevisionskollegium                                         | Generalrevisionskollegium                                         | Generalrevisionskollegium                                         | Generalrevisionskollegium                                         | Generalrevisionskollegium | Generalrevisionskollegium |  |  |                                          |                                          |                                          |                                          |                                          |                                          |  |  |  |  |  |  |  |  |  |  |  |  |  |  |  |  |  |  |  |  |  |  |  |  |  |  |  |  |  |  |  |  |  |  |  |  |  |  |  |  |  |  |  |  |  |  |  |  |
|                        |                        |                        |                        |                        |                        |  |  |                       |                       |                       |                       |                       |                       |  |  |                          |                          |                          |                          |                          |                          |                                                          |                                                          |                                                          |                                                          |                                                          |                                                          |                                              |                                              |                             |                             |                                      |                                      |                                      |                                      |                                      |                                      |  |  |                            |                            |                            |                            |                            |                            |                                                                   |                                                                   |                                                                   |                                                                   |                                                                   |                                                                   |                           |                           |  |  |                                          |                                          |                                          |                                          |                                          |                                          |  |  |  |  |  |  |  |  |  |  |  |  |  |  |  |  |  |  |  |  |  |  |  |  |  |  |  |  |  |  |  |  |  |  |  |  |  |  |  |  |  |  |  |  |  |  |  |  |
| Kammerer (16. Jh.)     | Kammerer (16. Jh.)     | Kammerer (16. Jh.)     | Kammerer (16. Jh.)     | Kammerer (16. Jh.)     | Kammerer (16. Jh.)     |  |  | Obersteuer- kollegium | Obersteuer- kollegium | Obersteuer- kollegium | Obersteuer- kollegium | Obersteuer- kollegium | Obersteuer- kollegium |  |  | Generalakzise- kollegium | Generalakzise- kollegium | Generalakzise- kollegium | Generalakzise- kollegium | Generalakzise- kollegium | Generalakzise- kollegium |                                                          |                                                          | Geheimes Konsilium ehem. Geheimer Rat (1574)             | Geheimes Konsilium ehem. Geheimer Rat (1574)             | Geheimes Konsilium ehem. Geheimer Rat (1574)             | Geheimes Konsilium ehem. Geheimer Rat (1574)             | Geheimes Konsilium ehem. Geheimer Rat (1574) | Geheimes Konsilium ehem. Geheimer Rat (1574) |                             |                             | Geheimes Kriegsrat- kollegium (1684) | Geheimes Kriegsrat- kollegium (1684) | Geheimes Kriegsrat- kollegium (1684) | Geheimes Kriegsrat- kollegium (1684) | Geheimes Kriegsrat- kollegium (1684) | Geheimes Kriegsrat- kollegium (1684) |  |  | Landes regierung (16. Jh.) | Landes regierung (16. Jh.) | Landes regierung (16. Jh.) | Landes regierung (16. Jh.) | Landes regierung (16. Jh.) | Landes regierung (16. Jh.) |                                                                   |                                                                   | Hofbehörden                                                       | Hofbehörden                                                       | Hofbehörden                                                       | Hofbehörden                                                       | Hofbehörden               | Hofbehörden               |  |  | Oberkonsistorium (Landeskirchenregiment) | Oberkonsistorium (Landeskirchenregiment) | Oberkonsistorium (Landeskirchenregiment) | Oberkonsistorium (Landeskirchenregiment) | Oberkonsistorium (Landeskirchenregiment) | Oberkonsistorium (Landeskirchenregiment) |  |  |  |  |  |  |  |  |  |  |  |  |  |  |  |  |  |  |  |  |  |  |  |  |  |  |  |  |  |  |  |  |  |  |  |  |  |  |  |  |  |  |  |  |  |  |  |  |
| Kammerer (16. Jh.)     | Kammerer (16. Jh.)     | Kammerer (16. Jh.)     | Kammerer (16. Jh.)     | Kammerer (16. Jh.)     | Kammerer (16. Jh.)     |  |  | Obersteuer- kollegium | Obersteuer- kollegium | Obersteuer- kollegium | Obersteuer- kollegium | Obersteuer- kollegium | Obersteuer- kollegium |  |  | Generalakzise- kollegium | Generalakzise- kollegium | Generalakzise- kollegium | Generalakzise- kollegium | Generalakzise- kollegium | Generalakzise- kollegium |                                                          |                                                          | Geheimes Konsilium ehem. Geheimer Rat (1574)             | Geheimes Konsilium ehem. Geheimer Rat (1574)             | Geheimes Konsilium ehem. Geheimer Rat (1574)             | Geheimes Konsilium ehem. Geheimer Rat (1574)             | Geheimes Konsilium ehem. Geheimer Rat (1574) | Geheimes Konsilium ehem. Geheimer Rat (1574) |                             |                             | Geheimes Kriegsrat- kollegium (1684) | Geheimes Kriegsrat- kollegium (1684) | Geheimes Kriegsrat- kollegium (1684) | Geheimes Kriegsrat- kollegium (1684) | Geheimes Kriegsrat- kollegium (1684) | Geheimes Kriegsrat- kollegium (1684) |  |  | Landes regierung (16. Jh.) | Landes regierung (16. Jh.) | Landes regierung (16. Jh.) | Landes regierung (16. Jh.) | Landes regierung (16. Jh.) | Landes regierung (16. Jh.) |                                                                   |                                                                   | Hofbehörden                                                       | Hofbehörden                                                       | Hofbehörden                                                       | Hofbehörden                                                       | Hofbehörden               | Hofbehörden               |  |  | Oberkonsistorium (Landeskirchenregiment) | Oberkonsistorium (Landeskirchenregiment) | Oberkonsistorium (Landeskirchenregiment) | Oberkonsistorium (Landeskirchenregiment) | Oberkonsistorium (Landeskirchenregiment) | Oberkonsistorium (Landeskirchenregiment) |  |  |  |  |  |  |  |  |  |  |  |  |  |  |  |  |  |  |  |  |  |  |  |  |  |  |  |  |  |  |  |  |  |  |  |  |  |  |  |  |  |  |  |  |  |  |  |  |
|                        |                        |                        |                        |                        |                        |  |  |                       |                       |                       |                       |                       |                       |  |  |                          |                          |                          |                          |                          |                          |                                                          |                                                          |                                                          |                                                          |                                                          |                                                          |                                              |                                              |                             |                             |                                      |                                      |                                      |                                      |                                      |                                      |  |  |                            |                            |                            |                            |                            |                            |                                                                   |                                                                   |                                                                   |                                                                   |                                                                   |                                                                   |                           |                           |  |  |                                          |                                          |                                          |                                          |                                          |                                          |  |  |  |  |  |  |  |  |  |  |  |  |  |  |  |  |  |  |  |  |  |  |  |  |  |  |  |  |  |  |  |  |  |  |  |  |  |  |  |  |  |  |  |  |  |  |  |  |
|                        |                        |                        |                        |                        |                        |  |  |                       |                       |                       |                       |                       |                       |  |  |                          |                          |                          |                          | Oberlandbauamt (1718)    | Oberlandbauamt (1718)    | Oberlandbauamt (1718)                                    | Oberlandbauamt (1718)                                    | Oberlandbauamt (1718)                                    | Oberlandbauamt (1718)                                    |                                                          |                                                          | Kommerziendeputation (1712)                  | Kommerziendeputation (1712)                  | Kommerziendeputation (1712) | Kommerziendeputation (1712) | Kommerziendeputation (1712)          | Kommerziendeputation (1712)          |                                      |                                      |                                      |                                      |  |  |                            |                            |                            |                            |                            |                            | Generalkriegsgericht (1706)                                       | Generalkriegsgericht (1706)                                       | Generalkriegsgericht (1706)                                       | Generalkriegsgericht (1706)                                       | Generalkriegsgericht (1706)                                       | Generalkriegsgericht (1706)                                       |                           |                           |  |  |                                          |                                          |                                          |                                          |                                          |                                          |  |  |  |  |  |  |  |  |  |  |  |  |  |  |  |  |  |  |  |  |  |  |  |  |  |  |  |  |  |  |  |  |  |  |  |  |  |  |  |  |  |  |  |  |  |  |  |  |
|                        |                        |                        |                        |                        |                        |  |  |                       |                       |                       |                       |                       |                       |  |  |                          |                          |                          |                          | Oberlandbauamt (1718)    | Oberlandbauamt (1718)    | Oberlandbauamt (1718)                                    | Oberlandbauamt (1718)                                    | Oberlandbauamt (1718)                                    | Oberlandbauamt (1718)                                    |                                                          |                                                          | Kommerziendeputation (1712)                  | Kommerziendeputation (1712)                  | Kommerziendeputation (1712) | Kommerziendeputation (1712) | Kommerziendeputation (1712)          | Kommerziendeputation (1712)          |                                      |                                      |                                      |                                      |  |  |                            |                            |                            |                            |                            |                            | Generalkriegsgericht (1706)                                       | Generalkriegsgericht (1706)                                       | Generalkriegsgericht (1706)                                       | Generalkriegsgericht (1706)                                       | Generalkriegsgericht (1706)                                       | Generalkriegsgericht (1706)                                       |                           |                           |  |  |                                          |                                          |                                          |                                          |                                          |                                          |  |  |  |  |  |  |  |  |  |  |  |  |  |  |  |  |  |  |  |  |  |  |  |  |  |  |  |  |  |  |  |  |  |  |  |  |  |  |  |  |  |  |  |  |  |  |  |  |
|                        |                        |                        |                        |                        |                        |  |  |                       |                       |                       |                       |                       |                       |  |  |                          |                          |                          |                          |                          |                          |                                                          |                                                          |                                                          |                                                          |                                                          |                                                          |                                              |                                              |                             |                             |                                      |                                      |                                      |                                      |                                      |                                      |  |  |                            |                            |                            |                            |                            |                            |                                                                   |                                                                   |                                                                   |                                                                   |                                                                   |                                                                   |                           |                           |  |  |                                          |                                          |                                          |                                          |                                          |                                          |  |  |  |  |  |  |  |  |  |  |  |  |  |  |  |  |  |  |  |  |  |  |  |  |  |  |  |  |  |  |  |  |  |  |  |  |  |  |  |  |  |  |  |  |  |  |  |  |
| Bergbaubehörden        | Bergbaubehörden        | Bergbaubehörden        | Bergbaubehörden        | Bergbaubehörden        | Bergbaubehörden        |  |  |                       |                       |                       |                       |                       |                       |  |  |                          |                          |                          |                          |                          |                          |                                                          |                                                          | 7 Kreise, Kreishauptmänner (seit 1548)                   | 7 Kreise, Kreishauptmänner (seit 1548)                   | 7 Kreise, Kreishauptmänner (seit 1548)                   | 7 Kreise, Kreishauptmänner (seit 1548)                   | 7 Kreise, Kreishauptmänner (seit 1548)       | 7 Kreise, Kreishauptmänner (seit 1548)       |                             |                             |                                      |                                      |                                      |                                      |                                      |                                      |  |  |                            |                            |                            |                            |                            |                            | Oberhofgericht Appellationsgericht Schöppenstuhl Jurist. Fakultät | Oberhofgericht Appellationsgericht Schöppenstuhl Jurist. Fakultät | Oberhofgericht Appellationsgericht Schöppenstuhl Jurist. Fakultät | Oberhofgericht Appellationsgericht Schöppenstuhl Jurist. Fakultät | Oberhofgericht Appellationsgericht Schöppenstuhl Jurist. Fakultät | Oberhofgericht Appellationsgericht Schöppenstuhl Jurist. Fakultät |                           |                           |  |  |                                          |                                          |                                          |                                          |                                          |                                          |  |  |  |  |  |  |  |  |  |  |  |  |  |  |  |  |  |  |  |  |  |  |  |  |  |  |  |  |  |  |  |  |  |  |  |  |  |  |  |  |  |  |  |  |  |  |  |  |
| Bergbaubehörden        | Bergbaubehörden        | Bergbaubehörden        | Bergbaubehörden        | Bergbaubehörden        | Bergbaubehörden        |  |  |                       |                       |                       |                       |                       |                       |  |  |                          |                          |                          |                          |                          |                          |                                                          |                                                          | 7 Kreise, Kreishauptmänner (seit 1548)                   | 7 Kreise, Kreishauptmänner (seit 1548)                   | 7 Kreise, Kreishauptmänner (seit 1548)                   | 7 Kreise, Kreishauptmänner (seit 1548)                   | 7 Kreise, Kreishauptmänner (seit 1548)       | 7 Kreise, Kreishauptmänner (seit 1548)       |                             |                             |                                      |                                      |                                      |                                      |                                      |                                      |  |  |                            |                            |                            |                            |                            |                            | Oberhofgericht Appellationsgericht Schöppenstuhl Jurist. Fakultät | Oberhofgericht Appellationsgericht Schöppenstuhl Jurist. Fakultät | Oberhofgericht Appellationsgericht Schöppenstuhl Jurist. Fakultät | Oberhofgericht Appellationsgericht Schöppenstuhl Jurist. Fakultät | Oberhofgericht Appellationsgericht Schöppenstuhl Jurist. Fakultät | Oberhofgericht Appellationsgericht Schöppenstuhl Jurist. Fakultät |                           |                           |  |  |                                          |                                          |                                          |                                          |                                          |                                          |  |  |  |  |  |  |  |  |  |  |  |  |  |  |  |  |  |  |  |  |  |  |  |  |  |  |  |  |  |  |  |  |  |  |  |  |  |  |  |  |  |  |  |  |  |  |  |  |
|                        |                        |                        |                        |                        |                        |  |  |                       |                       |                       |                       |                       |                       |  |  |                          |                          |                          |                          |                          |                          |                                                          |                                                          | Ämter, Städte, Grundherrschaft                           |                                                          |                                                          |                                                          |                                              |                                              |                             |                             |                                      |                                      |                                      |                                      |                                      |                                      |  |  |                            |                            |                            |                            |                            |                            |                                                                   |                                                                   |                                                                   |                                                                   |                                                                   |                                                                   |                           |                           |  |  |                                          |                                          |                                          |                                          |                                          |                                          |  |  |  |  |  |  |  |  |  |  |  |  |  |  |  |  |  |  |  |  |  |  |  |  |  |  |  |  |  |  |  |  |  |  |  |  |  |  |  |  |  |  |  |  |  |  |  |  |
|                        |                        |                        |                        |                        |                        |  |  |                       |                       |                       |                       |                       |                       |  |  |                          |                          |                          |                          |                          |                          |                                                          |                                                          |                                                          |                                                          |                                                          |                                                          |                                              |                                              |                             |                             |                                      |                                      |                                      |                                      |                                      |                                      |  |  |                            |                            |                            |                            |                            |                            |                                                                   |                                                                   |                                                                   |                                                                   |                                                                   |                                                                   |                           |                           |  |  |                                          |                                          |                                          |                                          |                                          |                                          |  |  |  |  |  |  |  |  |  |  |  |  |  |  |  |  |  |  |  |  |  |  |  |  |  |  |  |  |  |  |  |  |  |  |  |  |  |  |  |  |  |  |  |  |  |  |  |  |